# Talsperre Burgães
Die Talsperre Burgães (portugiesisch Barragem de Burgães bzw. Barragem [Engenheiro] Duarte Pacheco) liegt in der Region Nord Portugals im Distrikt Aveiro. Sie staut den Caima, einen rechten (nördlichen) Nebenfluss des Vouga zu einem Stausee auf. Die Stadt Vale de Cambra befindet sich ungefähr zwei Kilometer westlich der Talsperre.
Mit dem Projekt zur Errichtung der Talsperre wurde im Jahre 1939 begonnen. Der Bau wurde 1940 fertiggestellt. Die Talsperre dient der Bewässerung. Sie ist im Besitz der Associação de Beneficiários de Burgães.

## Absperrbauwerk
Das Absperrbauwerk ist eine Gewichtsstaumauer aus Mauerwerk mit einer Höhe von 28 m über der Gründungssohle (20 m über dem Flussbett). Die Mauerkrone liegt auf einer Höhe von 108 m über dem Meeresspiegel. Die Länge der Mauerkrone beträgt 66 m und ihre Breite 1 m. Das Volumen der Staumauer beträgt 4.000 m³.
Die Staumauer verfügt sowohl über einen Grundablass als auch über eine Hochwasserentlastung. Über den Grundablass können maximal 11 m³/s abgeleitet werden, über die Hochwasserentlastung maximal 312 m³/s.

## Stausee
Beim normalen Stauziel von 108 m (maximal 110 m bei Hochwasser) erstreckt sich der Stausee über eine Fläche von rund 0,05 km² und fasst 0,408 Mio. m³ Wasser – davon können 0,33 Mio. m³ genutzt werden.